# Рашизм

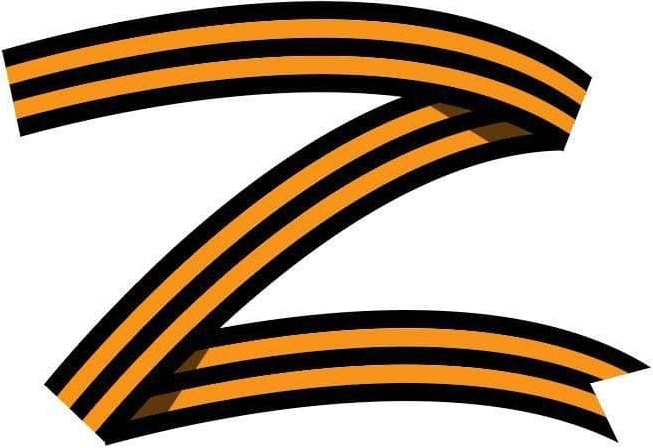
Поєднання георгіївської стрічки та літери Z створює символ, що асоціюється з рашизмом; його порівнюють з фашистською свастикою.

Раши́зм (від «Росія» (англ. Russia, «Раша») + «фашизм») або російський фашизм — термін, який використовується для позначення політичної ідеології та соціальної практики владного режиму Росії кінця XX — початку XXI століття, що базується на ідеях «особливої цивілізаційної місії» росіян, «старшості братнього народу»; нетерпимості до елементів культури інших народів, здебільшого слов'янських (бо їх простіше русифікувати), а також до народів, що проживали в Російський імперії чи СРСР; ультранаціоналізмі, використанні російського православ'я як моральної доктрини, геополітичних інструментах впливу (насамперед енергоносіях для європейських країн), військовій силі стосовно країн, що входять до сфери впливу РФ.
14 квітня 2022 року Верховна рада України визнала Росію державою-терористом із тоталітарним неонацистським режимом і заборонила його пропаганду, а також пропаганду акту агресії Росії проти України. 2 травня 2023 року Україна офіційно визнала рашизм державною ідеологією РФ. Верховна Рада ухвалила відповідну Постанову про Заяву Верховної Ради України «Про визначення існуючого в Російській Федерації політичного режиму як рашизму та засудження його ідеологічних засад і суспільних практик як тоталітарних та людоненависницьких» (№ 9101).
Рашизм є різновидом нацизму, фашизму і синонімом терміна «російський нацизм».. Деякі експерти це явище ще називають «шизофашизм», оскільки називати інших фашистами, будучи фашистом — основний метод риторики путінізму. Російський шизофашизм — це карикатура на фашизм або фашизм під маскою боротьби з фашизмом.
Був сформульований щонайменше з 2005 року. Саме тоді було прописано у програмному документі під назвою "Російська доктрина" (рос. Русская доктрина) плани з окупації спочатку Криму і Донбасу, а потім і всієї України. Цей документ містить понад 1000 сторінок і в ньому ще у 2005 р. було детально прописано та обґрунтовано плани відновлення Росії як імперії, переходу до політики експансіонізму та повернення до кордонів СРСР до 1991 року. Цей документ під керівництвом тоді ще митрополита Кіріла Гундяєва було презентовано у 2006 р. в Адміністрації президента РФ, після чого Путін став його використовувати навіть у своїх посланнях до Федерального Зібрання РФ тощо.
Комітет Верховної Ради України з питань гуманітарної та інформаційної політики підтримує ініціативу українських науковців, журналістів, політологів, усього громадянського суспільства щодо популяризації та визнання терміна «рашизм» на національному та міжнародному рівнях.

## Етимологія та визначення
Термін «рашизм» штучно утворений шляхом поєднання англійського слова Russia (тобто Росія, що вимовляється англійською «раша») із міжнародним словом «фашизм». При цьому обігрується співзвучність слів рашизм і расизм. Рашизм — це різновид тоталітарної фашистської ідеології, симбіоз основних засад фашизму і сталінізму, отож є, як і пов'язана з рашизмом ідеологія Російського світу, різновидом синкретичної політики. Він є обґрунтуванням варварської геополітики РФ, спрямованої на окупацію та анексію територій інших держав, часто-густо позначається штампом «збирання земель російських», концепту, використовуваного Московією для обгрунтування свого експансіонізму від часів Івана III, і спирається на місцевий колабораціонізм та підтримку російської п'ятої колони.

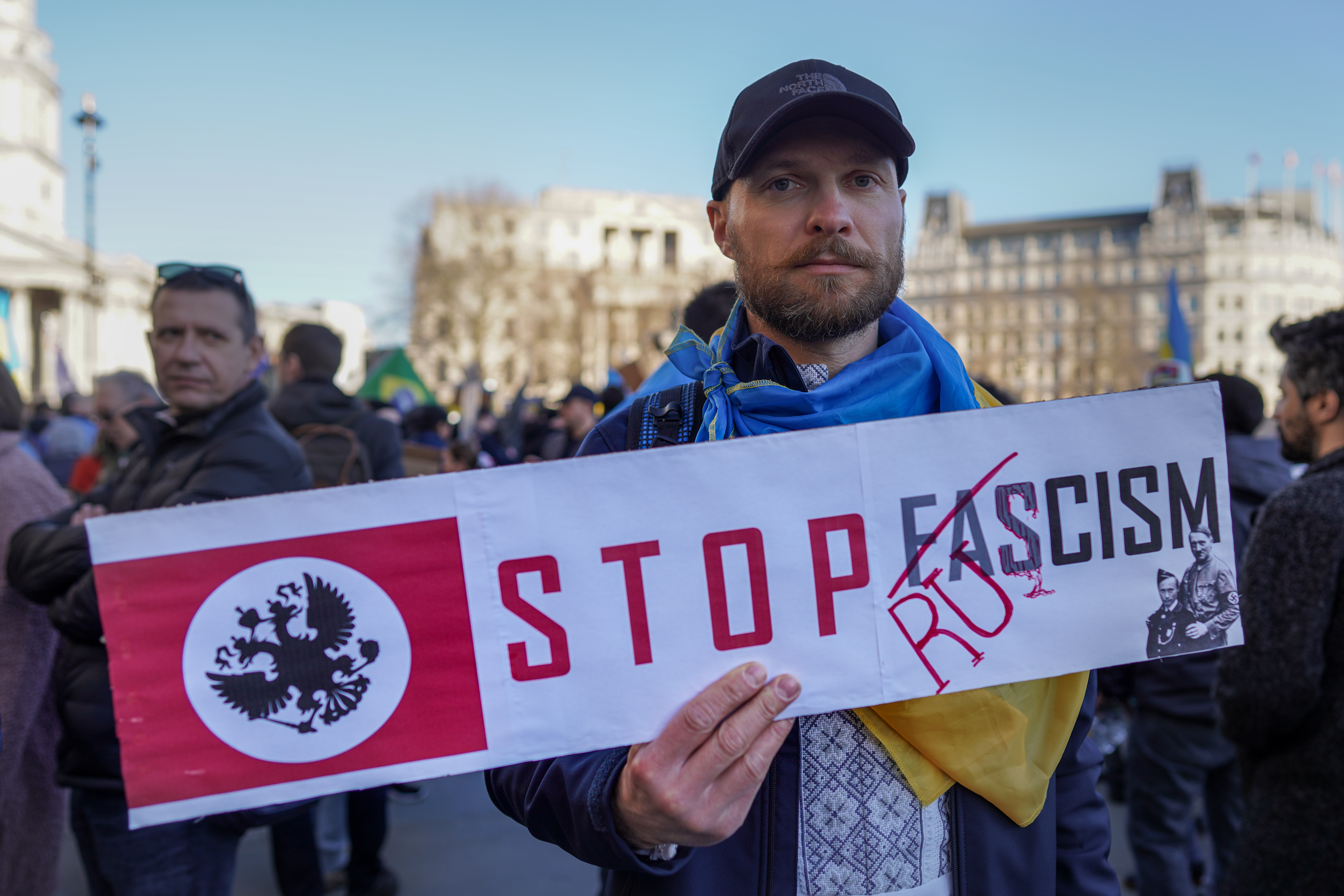
Плакат проти російського вторгнення в Україну 2022 року під час російсько-української війни

23 квітня 2022 року президент України Зеленський заявив, що «те, що робить Росія, це не просто нацизм, а рашизм, це нове поняття буде в підручниках з історії».
|                        | Історично держава матиме в історії таке слово, яке ніхто не вигадував, але вже всі повторюють і в Україні, і в Європі — рашизм. Не просто так всі говорять, що це рашизм. Тому що за всі ці 80 років, якщо ви проаналізуєте, на нашому континенті такого варварства просто не було. Тому рашизм — це поняття, яке буде в історичних книжках, в умовних вікіпедіях, залишиться на уроках. І за партами маленькі діточки в усьому світі будуть вставати і розповідати, коли почався рашизм, на якій землі і хто переміг у боротьбі за свободу саме проти цього страшного поняття. |
| — Володимир Зеленський | |

Лариса Якубова, докторка історичних наук, завідувачка відділу Інституту історії України НАНУ визначає рашизм, як чорносотенно-білогвардійсько-чекістську тоталітарну ідеологію і практику з низкою специфічних ознак, обумовлених гібридним характером російського політичного проєкту і обставинами постмодерну.

## Історія
Олександр Герцен у романі «Минуле і думи» (1868) для позначення екстремістського напряму в москвофільстві використав назву «росіянізм».
Перші публікації зі словом «рашизм» з'явилися 1990 року. У 1989 році «Військово-історичний журнал» у семи номерах публікував історико-філософське есе «Армія і культура» радянського публіциста та військового історика Карема Раша (літературний псевдонім Кавад Раш), в якому критикувалося «перебудовне» очорнення радянських Збройних сил. Публікація викликала значний резонанс, була неодноразово перевидана, зокрема у США. Карем Раш поза СРСР став відомим як ідеолог військової могутності. На його адресу лунала і ліберальна критика. Історик Олександр Шубін порівнював «войовничий консерватизм Раша» з нацизмом, характеризуючи його погляди «як реакційні та казармові». Журнал «Вогник» № 8 1990 опублікував статтю Миколи Андрєєва «Звичайний рашизм», у якій критикував погляди Раша:

Війна ніколи не була благородною справою людини, скільки б Раш та його соратники по думкам не намагалися це довести. <…> Проголошувати благородною справою вторгнення на танках до інших суверенних держав? Під дулом автомата повчати інші народи як жити? Прославляти окупацію чужої території? Ні, це не ознака патріотизму. Це типово мілітаристське мислення.

Хоча статтю Андрєєва неодноразово цитували інші автори, подальшого поширення слово «рашизм» не набуло.
Дуже подібну ідеологію до рашизму з назвою «росіянізм» сповідувала заснована в 1994 році Олександром Івановим-Сухаревським і Олексієм Широпаєвим фашистська «Народна національна партія».

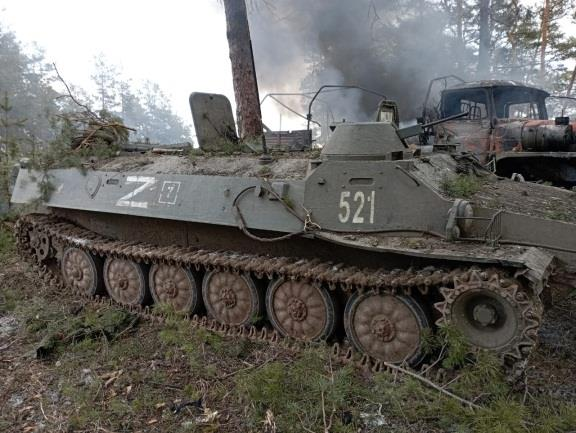
Знищений російський МТ-ЛБ із символом «Z» під час російського вторгнення в Україну 2022 року. Символ «Z» широко використовується збройними силами Російської Федерації та рашистами по всьому світу. Цей символ порівнюють з фашистською свастикою.

Своїм відродженням термін завдячує президенту Чеченської Республіки Ічкерія Джохарові Дудаєву, який основну рису росіянізму вбачав у територіальній експансії Росії на Кавказі, ця лінія сприйняття була продовжена Шамілем Басаєвим та Асланом Масхадовим, наприклад:
|  | Ваша великоросійська мрія — сидячи по горло у лайні, затягнути туди всіх решту. Оце і є росіянізм. Оригінальний текст (рос.) Ваша великорусская мечта — сидя по горло в дерьме, затащить туда всех остальных. Это и есть русизм. |

До історії формування рашизму як ідеології слід зачислити більшу частину війн на теренах суверенних держав, що входили до складу СРСР, а саме:
- Придністровський конфлікт;
- Перша російсько-чеченська війна 1994—1996 років;
- Друга російсько-чеченська війна 1999—2009 років;
- Російсько-грузинська війна 2008 року;
- Російсько-українська війна з 2014 року.

Термін набув значного поширення в неофіційних колах 2008 року під час російсько-грузинської війни[джерело?].
Поширення цього терміна припало на період початку російсько-української війни 2014 року, а саме анексії АР Крим Російською Федерацією, збиття літака Boeing 777 біля Донецька 17 липня 2014 та війни на сході України. Міжнародне поширення цього терміна відбулось після початку широкомасштабного російського вторгнення в Україну 2022 року.
У травні 2022 року група київських креативників і комунікаційників розпочала кампанію щодо внесення слова «рашизм» до Оксфордського і Кембриджського словників англійської мови.
2 травня 2023 року Верховна Рада України офіційно визнала рашизм державною ідеологією Росії.

## Основні риси і ознаки рашизму

«Кордони Росії ніде не закінчуються» — риторична відповідь на питання, проголошена Путіним та згодом активно розрекламована. Ідея постійної війни й панування, імперіалістична ідеологія — ознаки фашизму.

В основі рашизму, який уже цілком сформувався в офіційну ідеологію, лежать заперечення «сили права» й утвердження «права сили», неповага до суверенітету сусідів і самоствердження через свавілля та насильство. Першочерговими ознаками рашизму є агресивна ненависть до інших людей, думка яких відрізняється від типової пропаганди Російської Федерації. Такі риси загалом притаманні будь-якій російській владі й успадковані від Золотої Орди. Однією з основ рашизму є ідеологія духовної теорії РПЦ про «богообраність» росіян.
На думку російського історика Олександра Скобова, рашизм є еклектичною сумішшю великодержавного шовінізму, ностальгії за радянським минулим і мракобісного православ'я. Рашизм характеризується також зневагою до особистості, прагненням розчинити особистість у «більшості» та придушити меншість. Рашизму притаманна невіра в демократичні процедури, бо «все це лише інструмент тонких маніпуляцій» (сам рашизм віддає перевагу грубим маніпуляціям). Рашизм виходить з того, що «народний дух» і «вищий загальний інтерес» виявляються не через формальні виборні механізми, а ірраціональним містичним способом — через вождя, який став таким, тому що зумів зачистити всіх інших.
Політолог Станіслав Бєлковський стверджує, що рашизм маскується під антифашизм, однак має фашистське обличчя і сутність. Політолог Руслан Ключник зазначає, що російська еліта вважає себе вправі будувати власну «суверенну демократію» без посилань на західні стандарти, а з урахуванням російських традицій державотворення. Адміністративний ресурс у Росії є одним із засобів збереження демократичного фасаду, за яким ховається механізм абсолютного маніпулювання волевиявленням громадян. Р. М. Ключник зазначає, що рашистський режим, на відміну від тоталітарних диктатур Гітлера та Сталіна, орієнтований на пасивність, а не активність мас.
Російський політолог Андрій Піонтковський стверджує, що ідеологія російського фашизму багато в чому подібна на німецький фашизм (нацизм), а промови президента Володимира Путіна відображають ідеї, подібні до ідей Адольфа Гітлера. В путінській Росії подібно як і в нацистській Німеччині масово переслідують політичних опонентів, заборонили релійну організацію Свідки Єгови та ЛГБТ рух, переслідують їхніх членів. Для рашизму як і для німецького нацизму характерна ідея та практика імперіалізму, розв'язування війн, окупація територій інших держав. Німецькі нацисти використовували об'єднуючий для німців пангерманізм, а російські нацисти (рашисти) використовують щодо українців об'єднуючу «загальноросійську ідею», якою заперечують право українців на існування, як окремого від росіян народу. Німецькі нацисти планували частину слов'ян перетворити на рабів та депортувати, а деяку частину онімечити (див. План «Ост», Нацистська расова політика). Подібно російські рашисти прагнуть русифікувати значну частину українців (див. Загальноросійська ідея), а нелояльних до Росії українців вони вбивають (див. Різанина в Бучі). Подібно, як це робили німецькі нацисти, на захоплених українських територіях, російські нацисти (рашисти) вбивають та калічать людей, кидають людей в тюрми, катівні та фільтраційні табори, які є дуже подібні до німецьких концтаборів. В Росії та на окупованих українських територіях російські нацисти подібно німецьким нацистам (див. Нацистська пропаганда) використовують брехливу російську пропаганду, в якій пропагується війна та ненависть до України, зокрема її інструментом слугує радянський та російський кінематограф. Численні російські політики та коментатори заперечують право України та українців на життя та існування (див. нижче). Подібно німецьким нацистам, які реалізовувати плани викрадення, депортації та онімечення слов'янських дітей, російські нацисти викрадають, депортовують та русифікують українських дітей (див. Викрадення дітей під час російського вторгнення в Україну 2022). Російські нацисти (рашисти) заарештували та утримують у в'язницях тисячі українців без відповідного рішення суду подібно як, заарештовувало людей без відповідного рішення суду гестапо в Третьому Рейху. Згідно з даними Уповноваженого Верховної Ради з прав людини Дмитра Лубінця, приблизно 25 тисяч цивільних українців викрала Російська Федерація та утримує їх в тюрмах без пред'явлення звинувачень. Російські нацисти знищують українську літературу так само, як німецькі нацисти знищували ненімецьку літературу. В путінській Росії організовують флеш-моби у вигляді рашистського символу «Z» подібно, як в нацистській Німеччині проходили паради у вигляді свастики.
На прийняття рашистських рішень дуже впливає патологічгий психічний стан президента Росії Володимира Путіна.
Американський історик і письменник Тімоті Снайдер вважає, що сучасна Російська Федерація відповідає більшості критеріїв фашизму. Такими він вважає:
- культ особистості єдиного лідера — Володимира Путіна;
- культ мертвих у формі культу Перемоги у Другій світовій війні;
- міф про Золотий вік імперського минулого, який треба відновити силою — війною з Україною.

На думку Снайдера, рашизм — це фашизм, доведений до іраціональних крайнощів, коли фашисти називають себе «антифашистами», а своїх ворогів — «фашистами».

### Антиукраїнськість
Історія підтвердила, що рашизм передбачає знищення українства як національної спільноти. На думку рашистів, Україна, українці, культура та герої України є штучно утвореними поняттями, оскільки ці люди є такими самими, як росіяни, але їх раніше обдурили зовнішньою політикою. Загальноросійська ідея, прихильником якої є сам В. Путін, заперечує право українського народу на окреме існування.  Зокрема ця загальноросійська ідея вважає українців малоросами, як складову частину «триєдиного» російського народу.

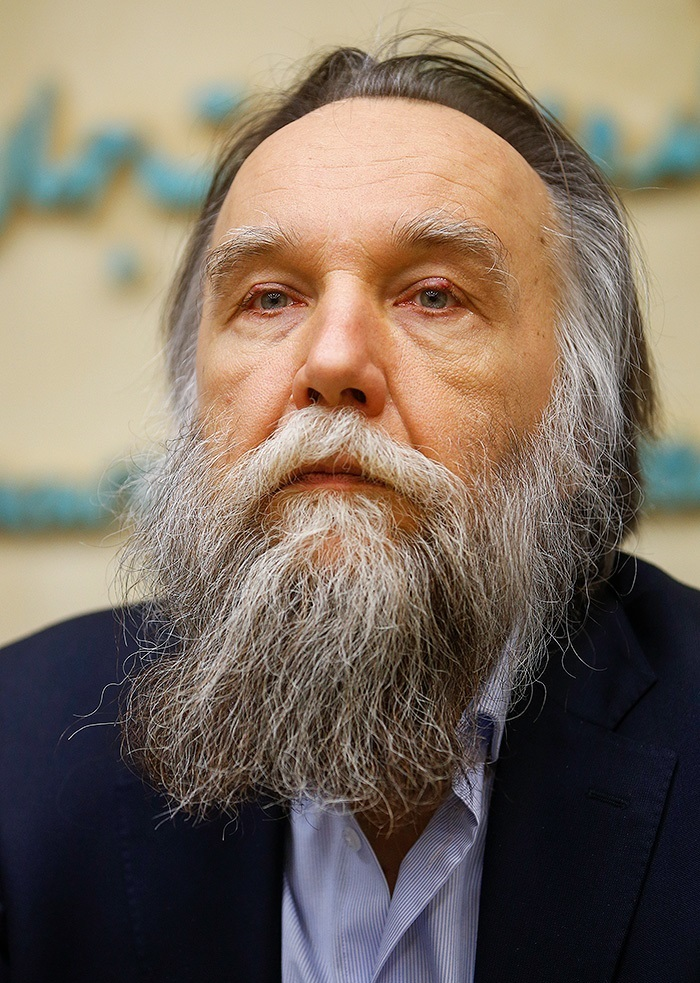
Олександр Дугін, ідеолог рашизму

Російський фашист Олександр Дугін у своїй книзі «Основи геополітики: геополітичне майбутнє Росії», яка мала значний вплив на російську військову, поліцейську та зовнішньополітичну еліту, стверджував, що Україна повинна бути анексована Росією, оскільки «не має геополітичного значення, особливого культурного імпорту чи загальнолюдського значення, географічної унікальності, етнічної винятковості, її певні територіальні амбіції становлять величезну небезпеку для всієї Євразії і без розв'язання української проблеми взагалі безглуздо говорити про континентальну політику. Не можна дозволити Україні залишатися незалежною, якщо вона не буде санітарним кордоном, що було б неприпустимо». Можливо, книга мала вплив на зовнішню політику Володимира Путіна, що в кінцевому підсумку призвело до російського вторгнення в Україну 2022 року.
Під час широкомасштабного російського вторгнення в Україну, коли стало відомо про жертви масових вбивств на Київщині, на сайті російського державного інформаційного агентства «РІА Новости» з'явилася стаття «Що Росія має зробити з Україною», яка виправдовувала геноцид українців, закликала до придушення, деукраїнізації, деєвропеїзації та етноциду українського народу. За словами Семюеля Рамані, оксфордського експерта з російських справ, стаття «виражає головну думку Кремля». За словами Euractiv, Сєргєйцев є «одним із ідеологів сучасного російського фашизму». Глава МЗС Латвії Едгарс Рінкевичс назвав статтю «звичайним фашизмом». Значна кількість воєнних злочинів росіян, скоєних ними під час війни Росії проти України, розпочатої 24 лютого 2022 року, мають ознаки геноциду українців (див. Визнання геноциду українців (2022)). Ще раніше на початку війни на цьому сайті «РІА Новости» з'явилися інша шовіністична антиукраїнська стаття. Президент Польщі Анджей Дуда в Освенцимі прирівняв злочини росіян в Україні до подій Голокосту. Під час виступу глава польської держави зазначив, що злочин геноциду проти єврейського народу стався через ненависть, яку нацисти вживлювали німецькому народові. Він зауважив, що зараз таку ж ненависть до українців можна побачити з боку росіян. Депутат російської Держдуми Олексій Журавльов заявив, що для «денацифікації» необхідно знищити два мільйони українців. Депутат Держдуми РФ від «Єдиної Росії» Олег Матвєйчев заявив про необхідність ліквідації понять «Україна» і «українці». Перехоплені численні розмови російських військових, які закликають вбивати українців (див. Воєнні злочини під час війни Росії проти України (2022)). Заступник голови Ради безпеки Російської Федерації Дмитро Медведєв заявив, що можливо через два роки України взагалі не буде на карті світу Д. Медведєв також заявив, що Росія завжди буде воювати з Україною та буде прагнути ліквідувати Україну.. Голова Роскосмосу Дмитро Рогозін закликав «покінчити з Україною».
У березні 2022 року історик з Єльського університету Арне Вестад заявив, що слова Путіна про Україну, які резюмував журналіст з Гарварду Джеймс Ф. Сміт, нагадують «деякі колоніальні расові аргументи імперських держав минулого, ідеї кінця XIX — початку XX століття».

## Шизофашизм
24 квітня 2022 року Тімоті Д. Снайдер опублікував статтю в The New York Times Magazine, де описав історію, передумови та лінгвістичні особливості терміна «рашизм». За словами Снайдера, цей термін «є корисною концептуалізацією світогляду Путіна», зауваживши, що «ми схильні ігнорувати центральний приклад відродження фашизму, яким є режим Путіна в Російській Федерації». Щодо ширшого режиму Снайдер пише, що «видатним російським фашистам надається доступ до засобів масової інформації під час воєн, включно з цією. Члени російської еліти, перш за все сам Путін, все більше покладаються на фашистські концепції», і заявляє, що «саме виправдання Путіним війни в Україні є християнською формою фашизму».
Слідом за цією статтею Снайдер у травні написав есе «Ми повинні це сказати. Росія — фашистська». За словами Снайдера, «багато хто вагається вважати сучасну Росію фашистською, тому що Радянський Союз Сталіна визначав себе антифашистським», заявивши, що ключем до розуміння Росії сьогодні є «гнучкість Сталіна щодо фашизму»: «Оскільки радянський антифашизм означав лише визнання ворога, він запропонував фашизму чорні двері, через які можна було повернутися до Росії […] Фашисти, які називають інших людей „фашистами“, — це фашизм, доведений до нелогічної крайності як культ нерозуму. […] [Це] істотна путіністська практика». Виходячи з цього, Снайдер називає режим Путіна шизофашизмом. Сам президент Путін захоплюється творчістю російського філософа Івана Ільїна, який, відповідно до оцінок експертів, є прихильником та ідеологом російського фашизму.

## Ідеологія
Рашизм становить квазі-ідеологію, яка є суперечливою сумішшю імперіалізму, великодержавного шовінізму, релігійного традиціоналізму, що ґрунтується здебільшого на ностальгії за радянським минулим. Ідеологія протиставляє себе західним ліберально-демократичним цінностям та інститутам, зокрема вільним виборам, народовладдю та іншим демократичним громадянським правам і свободам. Типова ідеологія рашизму заснована на протистоянні демократії та культурним цінностям — Європи, Сполучених Штатів Америки, Канади. У центрі цієї ідеології — культ національного лідера (вождя), який повернув Росії «велич», на околицях ідеології — велич минулої Російської імперії, колишнього (рос. великого и могучего) СРСР, істеричне щорічне нагадування ролі переможця в історії, агресивна русифікація та панівна російська мова (рос. нормальный язык), підкреслена зневага до націй та народів колишнього СРСР через демонстративне заперечення їхнього існування, переписана під російську ідеологію історія, панівне становище Росії в межах заявленої імперської території.
Мета, якої прагне досягти рашизм, — це донести до всякої особи думку про те, що там, де є цивілізація та демократія, завжди виникає війна, та, навпаки, де присутній сильний лідер (тоталітаризм, монархія, імперія), там є добре і люди живуть мирно та злагоджено.
В ідеології рашизму химерним способом поєднуються погляди на світ як на поле тотальної звірячої боротьби за виживання з претензією на високу духовність, до якої, на думку рашистів, не спроможна піднятися решта світу. Водночас ця ідеологія є квінтесенцією холуйства і хамства. При цьому окремі прояви культури західного світу, такі як узаконення проституції, права сексуальних меншин («гейропа»), права наркозалежних тощо, можуть використовуватися для обґрунтування «відсутності духовності» в інших народів або, навпаки, — як цивілізаційної належності Росії до спільноти цивілізованих країн. Рашизм є поєднанням концепції «особливого шляху», про який так багато говорили більшовики, з нацистською ідеєю переваги, однак не расової, а духовної — на виході це дало забійну суміш, іменовану «російським світом».
Також в ідеології рашизму закладено також місію знищення українства як явища.

### Окремі погляди та визначення
Політолог Андрій Піонтковський стверджує, що ідеологія рашизму за принципами багато в чому подібна до нацизму, а за промовами і політикою президента Росії Путіна — до ідей Гітлера. Український публіцист Костянтин Дорошенко підкреслює неонацистську спрямованість рашизму: «„русскій мір“ — не лише єресь. Він є неонацистською ідеологією: має конкретного тоталітарного вождя, вміщує в себе та використовує у своїй риториці та політиці шовіністичні, фашистські, расистські, ксенофобські ідеї, заклики, образи й цілі».
Історик, науковець і політик Олександр Сич вважає, що ядром ідеології рашизму є консервування культурної відсталості та руйнування розвинутих цивілізацій.

Професор Олег Гринів наголошує, що треба чітко відрізняти рашизм від путінізму, бо рашизм стосується ідеологічного обґрунтування авантюрної політики нинішнього російського диктатора Путіна — московського імперіалізму, під якою об'єдналися ідеологічні суперники (компартійні ідеологи та шовіністи й антикомуністи) задля економічного й політичного шантажу держав на території колишньої імперії; більшовизм тепер можна розглядати лише як один з різновидів рашизму. Своєю чергою, клерикальний варіант рашизму намагається реалізувати московський патріарх Кирило, що засвідчує його концепція «російського світу». В основі рашизму йдеться про несприйняття західної цивілізації, якій протиставляють своєрідну російську (євразійську) цивілізацію. Московські еліти одностайні з Путіним, який прагне завершити царський і більшовицький геноцид українського народу. Нині рашизм — це ідеологічна основа путінізму.

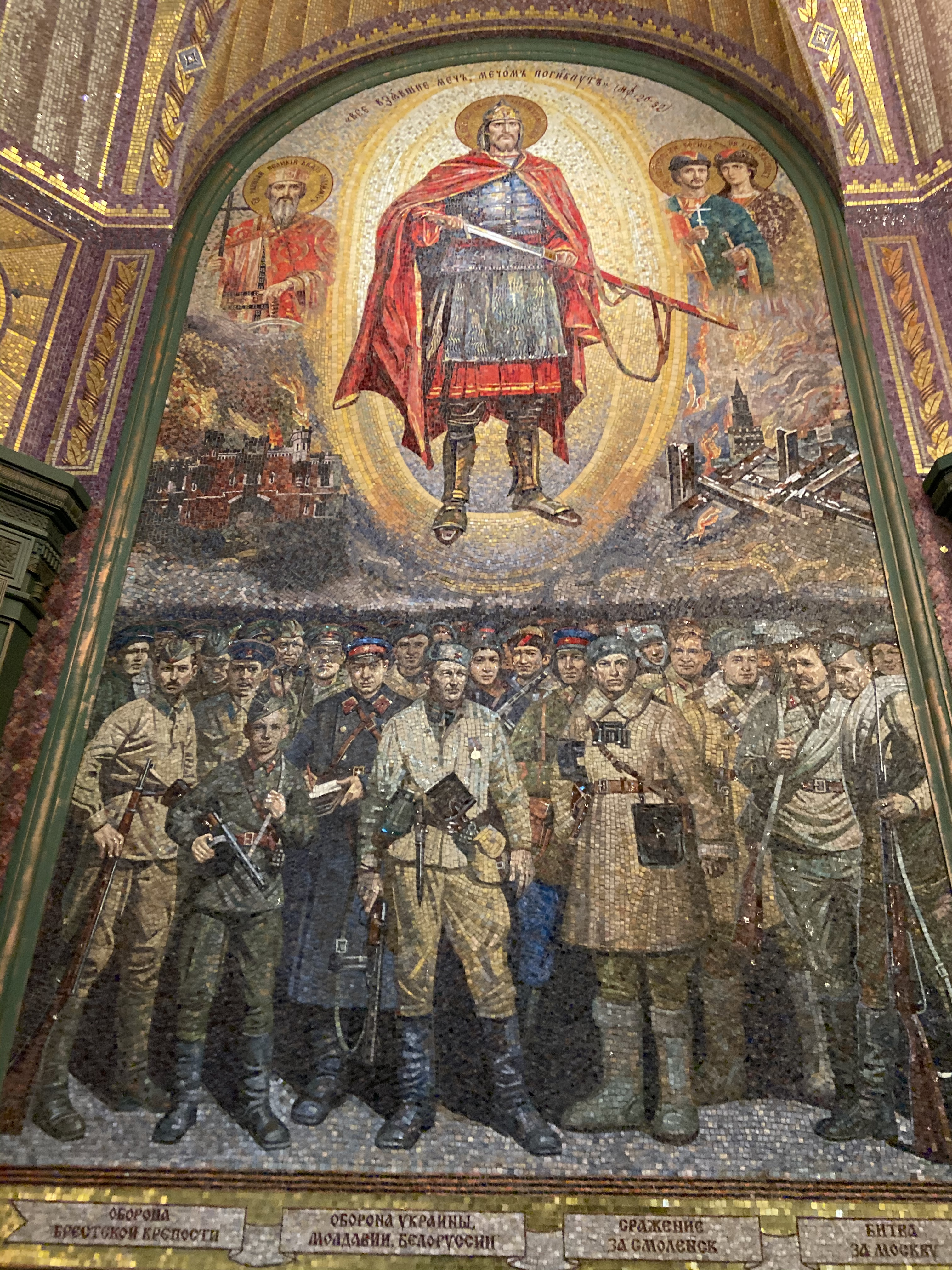
Одна з мозаїк у Головному храмі Збройних сил РФ, що поєднує східну православну іконографію з радянською військовою символікою

На думку професора Олександра Костенка, рашизм є ідеологією, що «базується на ілюзіях і обґрунтовує припустимість будь-якого свавілля заради хибно трактованих інтересів російського суспільства. У зовнішній політиці рашизм проявляється, зокрема, у порушенні принципів міжнародного права, нав'язуванні світові своєї версії історичної правди винятково на користь Росії, у зловживанні правом вето в Раді Безпеки ООН тощо. У внутрішній політиці проявом рашизму є порушення прав людини на свободу думки, переслідування учасників „руху незгодних“, використання ЗМІ для дезінформації свого народу тощо». Олександр Костенко вважає рашизм також проявом соціопатії.
Рашизм виконує замінну функцію щодо релігії, даючи адепту відчуття причетності до боротьби «добра зі злом», наповнюючи його існування сенсом, виправдовуючи тяготи і жертви, яких він зазнає у реальності, позбавляючи його комплексу неповноцінності. Одним із головних, якщо не головним, ритуалів рашизму є святкування Дня перемоги над німецько-фашистськими загарбниками 9 травня, яке перетворилося на культ перемоги, так зване «побєдобєсіє».
На думку Миколи Томенка, «рашизм» — людиноненависницька ідеологія, що за змістом суттєво не відрізняється від фашизму чи сталінізму. Росія, яка спочатку боролася інформаційно та ідеологічно, по всьому світу підтримує будь-які методи (в тому числі й військові), щоб знищити тих, хто не підтримує ідеологію «російського світу», та передбачає реалізацію цієї ідеології будь-якими методами.

Як вважає один з розробників терміна професор М. І. Піддячий,
…рашизм є тимчасовим явищем, оскільки люди підійшли до відповідального періоду життя на планеті — пізнанні самих себе та розумінні необхідності єдності світу, що дозволить перетворити гармонію сукупного духовного та інтелектуального ресурсу і його творчої енергії у вирішальний фактор еволюційного поступу.

## Символіка

Символ рашизму, що виник внаслідок початку вторгнення Росії в Україну в лютому 2022 року.

До символів рашизму належать ряд знаків і форм. Упродовж історії рашизм часто змінював свої символи. Один із символів — латинська літера Z, яку використали російські окупанти під час повномасштабного нападу на Україну в лютому 2022 року.
У перші дні російської військової інтервенції в Україну в соцмережі потрапили знімки та відео російської військової техніки з помітками Z і V, нанесеними білими латинськими літерами. Літера Z, яка трапляється найчастіше, стала знаком підтримки росіянами війни проти України, війни, яку, як і Гітлер окупацію Польщі у 1939-му, російське політичне керівництво та пропаганда називають «спецоперацією».
29 березня 2022 року Міністр закордонних справ України Дмитро Кулеба закликав увесь світ криміналізувати публічне використання символу російських окупантів Z.
Через появу нової символіки оновленої фашистської ідеології під назвою «рашизм» низка країн і брендів відмовилися від використання літери Z у своєму брендингу. Так, у Латвії найвищим будинкам, які називалися Z-Towers, змінили назву на Zunda Towers.
Український рок-гурт БЕZ ОБМЕЖЕНЬ через війну росії проти України вирішив змінити свій логотип: музиканти забрали літеру Z, яку російські окупанти використовують для позначення своєї техніки. Тепер назва колективу пишеться так: БЕЗ ОБМЕЖЕНЬ.
|                                     | Було красиво, але стало ще краще! Причина всім зрозуміла. Ми не хочемо будь-яким чином асоціюватись з тими, хто знищує нашу державу і наших людей. |
| — Артисти гурту «БЕЗ ОБМЕЖЕНЬ», УНН | |

Також гурт Флайза перейшов до написання своєї назви у спрощеному вигляді — «Флайза», а в англійській версії — «Flyza», відмовившись від використання літер «zZz» у назві гурту.

## Рашисти
Прихильників ідеології рашизму зазвичай називають «рашистами», іноді — «ватниками».
Психологія рашистів — це психологія ворожості, уявлення про те, що навіть і в Росії всюди є чужинці. Цю психологію мають люди, глибоко ображені придуманими або справжніми приниженнями, яких вони зазнавали від «Заходу». Але за часів, «коли Росія сильна», рашисти нібито мають можливість помститися.
Відмітною рисою свідомості рашистів є надія на силу. Важливою ознакою рашистів є мертве й полемічне розуміння історії Росії, її перетворення на набір культових дат, яким рашисти поклоняються і в які вірять.
Рашисти завжди повторюють шовіністичні гасла, про те, що більшість населення розмовляє російською мовою в будь-якій країні, задля того щоб стерти ідентичність українців, щоб потім казати, що українців не існує, а відповідно, не існує держави України як такої. У такий спосіб вони продовжують політику русифікації, яку розпочали ще в російській імперії.
Зверхнє, підозріле («кругом вороги, всі хочуть нас вбити») і загалом цілком вороже ставлення до цього розтлінного світу, погляд на нього як на потенційну здобич у рашистів поєднуються з по-дитячому наївною образою на те, що «нас ніхто не любить». Вони хочуть, щоб їх ще й любили — як Великого Брата. Рашисти поширюють патріархальні принципи на відносини між народами. Вони переконані, що любити можна змусити, що «стерпиться-злюбиться», що «б'є — значить, любить», тому що «для їхнього ж блага».
Один із найвідоміших рашистів — російський актор Іван Охлобистін — вважає, що «рашизм — це вибір мудрого», і доводить вірність своїм переконанням татуюванням на руці, яке він називає «тавро рашиста». Охлобистін каже про рашизм так:

| Рашизм — це добре. Це консолідарно, інтернаціонально, прогресивно. Рашизм — це здатність вважати себе причетним до чогось глибоко правильного, духовного, що веде свій витік від розуміння того, що Росія зараз — це останній бастіон, що стримує чорну хвилю безликого індивідуалізму, цинічного споживацтва, звірячої похоті і байдужої жорстокості. Рашизм — це живе, тремтяче серце, сповнене вірою у можливість зробити кожну людину на землі щасливою. Рашизм — це ідеологія героя. Рашизм — це поезія закоханого. Рашизм — це милосердя святого. Рашизм — це вибір мудрого. Я був би гордий, якби мене вважали рашистом. Я б постарався відповідати, цьому високому імені. Хай живе рашизм!"[145] Оригінальний текст (рос.) Рашизм - это хорошо. Это консолидарно, интернационально, прогрессивно. Рашизм – это способность считать себя сопричастным чему-то глубоко правильному, духовному, ведущему свой исток от понимания, что Россия сейчас - это последний бастион, сдерживающий черную волну безликого индивидуализма, циничного потребительства, звериной похоти и равнодушной жестокости. Рашизм – это живое, трепещущее сердце, исполненное верой в возможность сделать каждого человека на земле счастливым. Рашизм – это идеология героя. Рашизм – это поэзия влюбленного. Рашизм – это милосердие святого. Рашизм – это выбор мудрого. Я был бы горд, если бы меня считали рашистом. Я бы постарался соответствовать, этому высокому имени. Да здравствует рашизм! |
30 вересня 2022 у центрі Москви відбувся концерт на підтримку «приєднання» південного сходу України до Росії на якому Іван Охлобистін закликав до «священної війни» та використав вигук опричників Івана Грозного «Гойда!».
Російські війська в ході вторгнення в Україну залучили неонацистські угруповання. Німецька розвідка підтверджує участь у бойових діях щонайменше декількох із них. За даними розвідки, щонайменше два неонацистські угруповання «Російська імперська ліга» і «ДШРГ «Русич»» воюють проти української армії.

## Культ рашистів
Протягом 20 років правління влади Російської Федерації готувалося підгрунтя для виправдання будь-яких агресивних дій. Так у РФ утворили культи різних ідей.
- Культ Путіна як єдиного вождя, який є єдиним лідером на всі часи.
- Культ традиції «дєди ваєвалі», «так потрібно/положено».
- Культ діяльності заради діяльності — це георгієвські стрічки, а також символи рашизму на автомобілях чи в побуті.
- Культ зневаги до слабких.
- Культ бути героєм країни, щоб здолати будь-якого ворога.
- Культ неприйняття реальності відсталості країни та суспільства.
- Культ тероризму зброєю масового ураження.
- Культ грабіжництва/мародерства — у суспільстві рашистів існує поняття «не вкрадеш — не проживеш».
- Культ синдрому навченої безпорадності.

## Ключові тези ідеології рашизму щодо війни в Україні
Період рашизму вирізнився викристалізацією офіційної пропаганди на державних ЗМІ. Критика Путіна чи офіційних органів влади дозволена лише за недостатню жорстокість Росії у загарбницьких війнах, інші погляди переслідуються. У період війни проти України рашизм відбілює свої вчинки, застосовуючи такі тези:
- Ми ніколи ні на кого не нападали[148].
- На Майдані стався державний переворот, організований Америкою.
- Крим відійшов сам, оскільки народ Криму не підтримав державний переворот.
- Крим російський тому, що там пройшов референдум, а люди в зеленій формі без знаків розпізнавання — це місцеві сили самооборони.
- Кримчани обрали своє майбутне з Росією.
- Захоплена влада України почала війну з Донбасом, звісно, це громадянська війна.
- Військ армії РФ на території Донбасу немає, а люди зі зброєю — це є «народне ополчення Донбасу».
- Ми не наступаємо, а лише визволяємо.
- України й українців не існує, це штучно створені країна і нація.
- Всі великі міста заснували царі російської імперії.
- Україна сама на себе напала та вбиває народ Донбасу.
- Націоналісти та радикали мали на меті знищити російськомовне населення Донбасу.

## Висвітлення рашизму у спорті
Спорт займає значне місце у російській пропаганді. За даними спортивного порталу tribuna.ua станом на грудень 2023 р. зафіксовано 791 особу, що мають відношення до російського спорту, що підтримали агресію Росії проти України. 

### Публічна підтримка російської агресії російськими спортивними клубами
Російські спортивні клуби з ігрових видів спорту здійснюють помітну публічну підтримку збройної агресії Росії проти України. Цю підтримку можна розглядати як частину російської державної пропаганди агресії.
| Вид спорту | Назва клубу (публічна та юридична)                                                                    | Ліга         | Суть підтримки |
| ---------- | --- | ------------ | --- |
| БАСКЕТБОЛ  | |              | |
|            | Жіночий баскетбольний клуб "Динамо" м. Курськ (КГОО "БК "Динамо")                                     | Прем’єр-ліга | Російським військовим та членам їх сімей російських військових, що беруть участь у військовій агресії проти України надано знижки на сезонні абонементи (сезон 2023-2024) |
|            | Жіночий баскетбольний клуб "Вологда-Чеваката" м. Вологда (АНО "Баскетбольный клуб "Вологда-Чеваката") | Суперліга    | Клуб публічно брав участь у т.з. гуманітарній допомозі російським військовим в Україні (жовтень 2022 р.)                                                                  |

## Висвітлення рашизму у культурі

### Кінематограф
- «Анатомія рашизму»[152] — кіно документального проєкту Мирослави Барчук із циклу «Остання війна».
- «Рашизм. Історія хвороби: Що перетворило росіян на націю катів та мародерів»[153] — документальний фільм від команди Акіма Галімова.

### Книги
- "Заборонити рашизм", Віктор Огнев'юк та співавтори — це перше науково-публіцистичне видання, у якому дається визначення рашизму як ідеології та суспільної практики сьогодення. Ця книга про новий вид фашизму, про його витоки, методи російського експансіонізму та гегемонізму щодо України, решти Європи і всього світу.[154]